# Kastell von Cërmjan

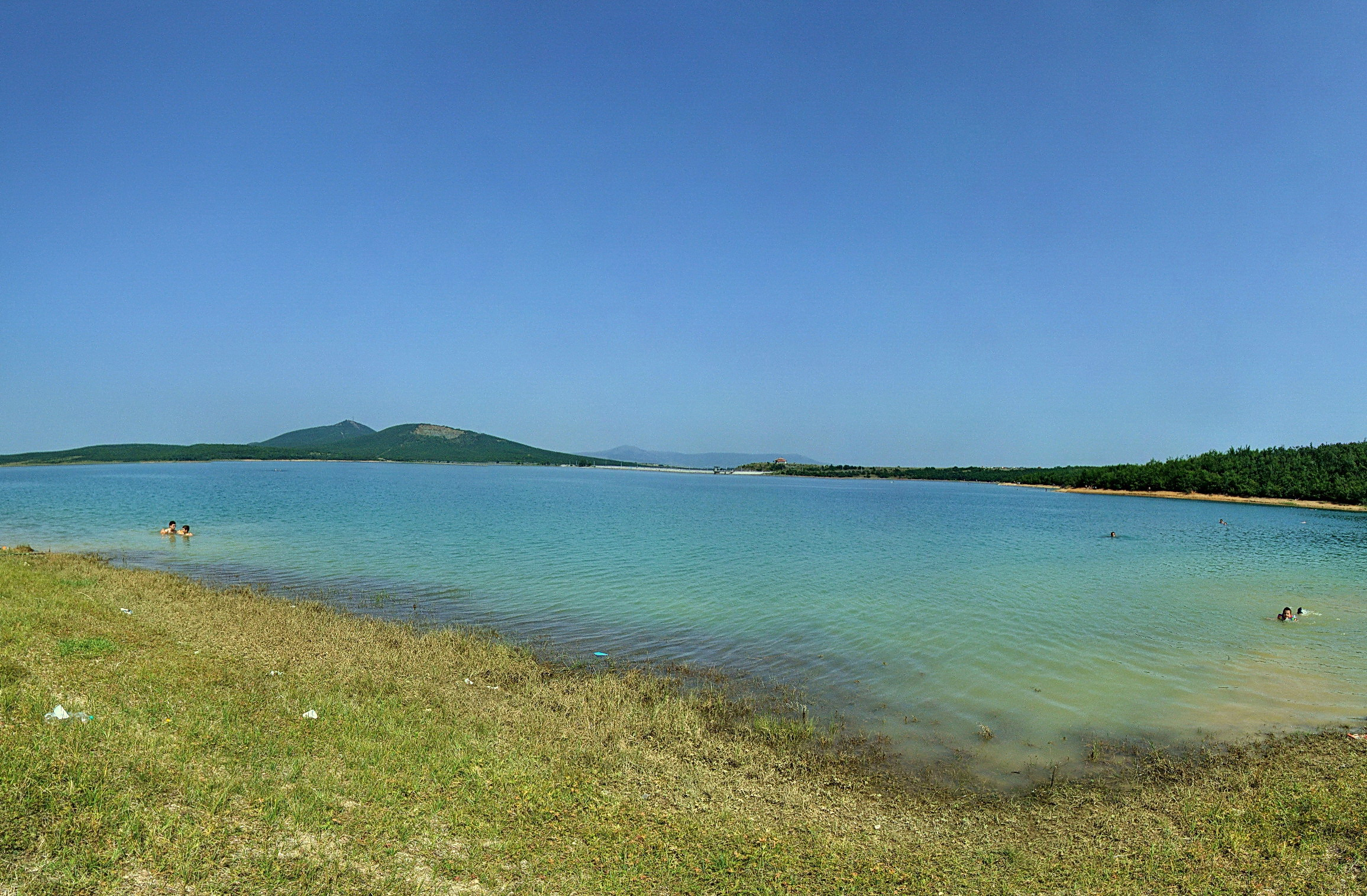
Radoniq-See mit dem Hügel Suka e Cërmjanit links hinten

Das Kastell von Cërmjan, auch Festung Suka e Cërmjanit genannt, befindet sich im Westen des Kosovo, genauer im nördlichen Teil des namensgebenden Dorfes Cërmjan (serbisch Црмљане Crmljane) nördlich von Gjakova. Die bewohnte Festung liegt auf einem Hügel, der rund 500 m. i. J. erreicht, nach anderen Quellen sogar 603 m. i. J.
Die Mauern der Anlage folgen dem felsigen Terrain. Sie umfassen ein Gebiet von 1,3 Hektar. In der Spätantike wurde sie zu einer Wehrsiedlung ausgebaut. Die Ursprünge reichen hingegen bis in die Eisenzeit zurück. Die Festung wurde bis ins Frühmittelalter ununterbrochen genutzt.
Die Festung war so positioniert, dass sie weite Teile von Metochien (Rrafsh i Dukagjinit) überwachen kann. Sie steht in Sichtkontakt zu benachbarten Burgen: Richtung Norden waren dies die Festungen Dollc und Jerina bei Klina, dann nordwestwärts Radavc und Jabllanica bei Peja, südwestwärts nach Gjakova sowie südostwärts nach Zatriq (Rahovec). Schließlich überblickte man südwärts die Hügel und Felder zu Füßen des fast 2000 m hohen Pashtrik. 
Heute befindet sich auf dem Hügel eine Türbe. 1975 und 1981 wurden Grabungen durchgeführt.